# Дермань
Дермань — населений пункт у Здолбунівському районі Рівненської області. Розташований на річці Устя. Тепер це два села, що лежать поруч: Дермань Перша та Дермань Друга.
Із села Дермань розпочинається річка Устя — головна річка міста Рівного.
У селі народилися два класики української літератури — Улас Самчук  та Борис Тен.
Дермань стала основою для написання видатного роману-трилогії Уласа Самчука «Волинь».

## Історія

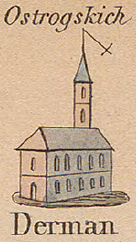
Дермань на мапі Зигмунда Герстмана

Територія Дермані була заселена вже у VIII—V столітті до нашої ери. Про це свідчать сліди осель з майстернею крем'яних знарядь доби ранньої бронзи, залишки давньоруського городища, старовинні могильники, знахідки уламків зброї, речей побуту, культури, ритуалів поховань.

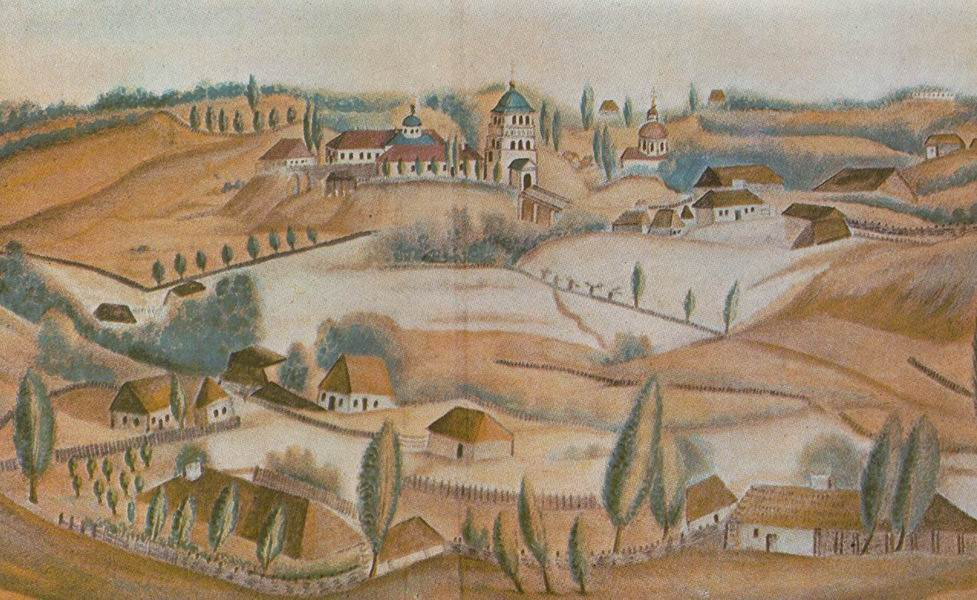
Дерманський монастир. Малюнок О.Єжова 1845

Уперше Дермань засвідчена у 1322 році. Тоді 8 грудня князь Любарт Гедимінович подарував Луцькій соборній церкві Іоана Богослова маєтності кількох сіл, серед котрих називається Будераж, Півче та Дермань.
За Поборовим актом 1325 року, «имение Дермань» сплачувало від 26 «димів», 2 городів, 3 вальних коліс. Крім того, щорічно здавало 40 «гарнців» меду з лісових пасік, виконувало шарваркові роботи, вивозило казенні лісозруби.
У вересні 1497 року в замкові біля Топорищ на Житомирщині була укладена та репрезентована грамота, якою великий литовський князь Олександр засвідчив дар гетьманові Костянтину Острозькому маєтностей 2-ох дворів і 9 сіл, у числі яких називається і «Дермань».
З 1499 року виринає в записах і Дерманський монастир, котрому тоді володар Острога подарував автографовану книгу «Поучения». Цей монастир згадується у наступних роках.
У 1583 році Дермань сплачувала від 23 димів, 2 городень, 5 підсудків (судових чиновників), 3 комор. Крім того, монастирські селяни повинні були з'являтися на заорки, зажинки, закоси, обжинки, толоки, відбувати шарварки, лагодити монастирські стіни, вивозити на продаж хліб своїми підводами.
Акт 1590 року обвинувачує дерманських підданих за невиконані монастирські роботи, за втечу з Дермані селян до інших населених пунктів, звідки їх зобов'язано повернути.
У 1592—1601 роках в Дерманському монастирі мешкав юнак-сирота, який з приватним українсько-польським військом 20 червня 1605 року захопив Москву і став самодержавцем Лжедмитрієм І.
За «люстрацією» 1604 року, Дермань поділялася на дворища (19,56 десятин), якими користувалися стрільці, гайдуки, підсусідки, і піддворища, відведені для городників, комірників. Тоді діяло громадське самоврядування, громадський суд.
На картах, поземельних планах XVI—XVII століть село документували назвою «Дермань». І лише зрідка латинським записом — «Дерман», «Дерманє».
Акти 1629—1644 років нотують зростаючі заворушення дерманських селян, а в час Визвольної війни 1648—1654 років — формування «в Дерманю» повстанських загонів. Але тодішня воєнна розруха, епідемії, голод спричинили майже цілковитий занепад Дермані. Так, у 1653 році на всіх монастирських маєтках було лише 47 дворів. Та на початку XVIII століття Дермань неухильно починає відроджуватися, значно розширює культивовані землі, лісорозробки. За даними 1889 року, «с(ело) Дермань при пруде й ключах волости Мизочской» мало 330 дворів, 2575 мешканців (54 римокатоликів), чоловічий Преображенський монастир, однокласне народне училище, кредитне товариство, 3 крамниці, млин, смолокурню, деревообробну майстерню.
До 1939 року Дермань була одним селом, хоч насправді її ділили на Дермань панську і казенну. У роки другої світової війни у 1942 в Дермані діяла школа поручників УПА та Картографічний інститут УПА.
1946 року Дермань Перша приймає назву Устенське Перше, а Дермань Друга — Устенське Друге, від імені витікаючої тут річки Усті. У 1991 році відновлено давню історичну назву Дермань, відповідно Дермань Перша та Дермань Друга.
Певний час у Дермані проводився Дерманський Світильник, в якому брали участь відомі письменники та вчені.

## Дерманський монастир
Дерманський монастир — один з найстаріших, широко відомих релігійних, освітніх, культурних осередків Волині. Споруджений на старовинному замчищі, мав вигляд фортеці з камінними стінами до 6 метрів висоти з проробленими стрільницями. Монастир і церкву збудували у XV столітті на кошти князя Василя Острозького «Красного». З 1575 по 1576 рік маєтком монастиря управляв першодрукар Іван Федоров.
- 1602 — Патріарх Олександрійський Мелентій благословив фундацію Василя Костянтина Острозького на заснування обителі,
- 1602 — відкривається друкарня і духовна школа,
- 1603 — дерманську друкарню очолює Дем'ян Наливайко,
- 1605 — князь за невідомих причин переніс друкарню до Острога,
- 1612 — настоятелем став Мелетій Смотрицький (український письменник — полеміст), рукоположений єрусалимським Патріархом Феофаном 1620 р. в єпископи. Тут він написав Граматику слов'янську,
- 1627 — Мелетій Смотрицький перейшов на бік унії,
- 1634 — обитель переходить до греко-католиків,
- 1822 — Волинь окупована Росією,
- 1840 — знову став православним після того, як згорів Острозький монастир, і штат його переведений у Дерманський монастир. При монастирі була бібліотека, що складалася здебільшого з книг Острозького монастиря, та архів,
- 1833 — 28 травня Київське Академічне правління видає указ про відкриття з вересня 1833 р. Дерманського духовного училища. Засноване повітове й парафіяльне духовні училища на 200 учнів, які стають центрами русифікації.

## Походження назви
Назва Дермань загадкова. У ній є рідкісне кінцеве «ань», притаманне тим, що переважно символізують географічну специфіку місцевості, зрідка втілюють наймення осіб. Віднявши «ань», матимемо «Дерм», котре можна зблизити зі словом дерма (дермо) «зарослі непрохідні чагарники»; дермаза «гущавина, хащі», «цілина, облугове поле». Сюди підходить поліське, білоруське дерман («дзерман») «заросле травою поле», «багатолітній обліг», «зарослі дикої рути». Слід згадати й наше дермо «груба тканина»; задьора «задирака»; задьорний «задирливий». Усе це від первісного дерти, роздирати.
Назву Дермань теж допустимо осмислити у зв'язку з особовими найменнями типу Дермо («Йван Дермо Ярцев сын, новгородский иконописец», 1509 рік); Дермель («Йван Арбуз Дермель», 1425 рік); Дермек («пан Єжи Дермек», 1703 рік); Дерманов («мустафа Дерманов, сын Дары», 1747 рік); Дерманик («брати Веселик і Дерманик», 1887 рік). Історія цих та інших особових формувань могла бути різною. Так, Дермо з ймовірного російського дермо «непотріб», «негідник»; Дерманов із турецького дерман «тілесна сила», «енергія», «лікування»; Дерманик із дерманити «дармувати», «кепкувати».
Таким чином, Дермань міг втілити поняття «оселя в урочищі Дерма (Дермо), що у зв'язку з однозвучним словом» або «населений пункт, до якого мав суттєве відношення чоловік з найменням зразка Дермо, Дерман», приймаючи з «ань» значення «Дерманів». Але ці особові назви є ще загадковими.

## Легенди та перекази
За документованою оповіддю, Дермань у минулому називали Райгородком, бо, мовляв, жили у ньому, як у «райському» місці Коли Райгородок дотла знищили ординці врятовані поселяни знайшли собі нову «дерму» (цілину), назвавши від цього слова новостворену оселю Дерманем, згадуючи ще довго колишній Райгородок, де спорудили пам'ятний знак.
За переказами, Дермань спочатку іменували Дрімань, бо ніби на цьому місці у час миттєвої «дрімоти» острізький князь ледь не став жертвою хижого звіра. Розповідають інше: тут, де село, люди, готуючи місце для посівів, казали — «Дери й май!», тобто очищай землю від хащів і матимеш добро". Звідси, мовляв, початкове «Дермай», потім «Дерман». А ще кажуть: тут, де село Демань, загинув і похований османський воєвода Дерман.

## Місцеві топоніми
У Дерманю Другому є під охороною держави обширна висоті Городище або Замчище, де була захищена валами, частоколами, глибинними ровами, ярами староруська оселя. Дещо на віддалі є висота (колишнє городище) Знесення (Гора), на якій розміщені забудови монастиря. Коло неї пролягає видолинок Мних (Мніх), втіливший поняття «монах». В іншому місці привертає увагу крута висота Ринка, де ніби стояла перенесена на кладовище церква, в якій молився Богдан Хмельницький. На сході села за мостом примістилась неподалік річки Батиєва криниця, де немов би хан Батий брав для себе і свого коня «цілющу» воду. В іншому місці є Турецька долина. Тут у бою загинуло багато татар. Міжвисотну долину окраїни села іменують Скит, бо тут у «скиті» (безлюдній місцевості) жили ченці-самітники. Іде в забуття пагорб Холм (Хом), що мав форму «шолома». На ньому «чатували» дозорці острізького замку, сповіщаючи ворожі нашестя.
Назва Дермань одинока. Існує лише Дерманка: одна діюча на Рівненщині в Корецькому районі, дві інші замінені: на Луки в Житомирській та на Дубіївку в Хмельницькій області

## Видатні особистості

### Народилися
- Борис Тен (1897—1983) — видатний український поет і перекладач, зокрема, перекладач «Іліади» та «Одісеї» Гомера, священник УАПЦ в 1920-30 роках та ін.
- Улас Самчук (1905—1987) — видатний український письменник, голова МУРу, засновник та редактор рівненської газети «Волинь», автор визначного роману-трилогії «Волинь», роману «Марія», п'єси «Шумлять жорна» та ін.
- Кисіль-Дольницький Андрій — сотник Української повстанської армії, громадський діяч, підприємець.
- Лідія Романчук (з дому — Ясень; псевдо: «Орися»; 1926—2018) — українська літераторка, учасниця національно-визвольних змагань.
- Антін Кучерук — письменник та журналіст, кореспондент газети «Волинь» часів Уласа Самчука.
- Василь Кучерук — ветеран Другої світової війни, репресований, брав участь у взятті Берліна в складі танкової бригади.
- Ігор Кучерук — український фізик, один із засновників Народного Руху України на Львівщині.
- Антон Борис — чернець і поет, автор книги «З берегів Дерманки».
- Микола Гнатюк — поет, автор книги «Важкий час для України».
- Улас Довбенко — письменник, автор книги оповідань «Птах без одного крила».
- Іван Турчин — поет, публіцист, автор книги поезії «Джерело».
- Юрій Галабурда — вчений-геолог та поет.
- Лис Іван — старшина УПА, командир куреня «Сторчана» в складі групи УПА-Південь.
- видатний український поет і перекладач Борис Тен.
- Гурій Бухало — історик, краєзнавець та громадський діяч; почесний громадянин міста Рівного.
- вчений, педагог Варлаам Компаневич ЧСВВ[2][3].
- історик та археолог Василь Рудий.
- християнський письменник, проповідник, керівник Російського студентського християнського руху[ru], член редакційної групи українського перекладу Біблії Огієнка Володимир Марцинковський.
- вчений-економіст, член-кореспондент НАН України Герасимчук Микола Семенович (1931—2003).
- генерал-майор танкових військ Демчук Іван Несторович (1903—?).
- Пилип Павлюк — громадський і кооперативний діяч 1920-1930-х років, автор історико-краєзнавчої розвідки «Історія села Дермані»,  повісті «Козацький монастир».[4][5]
- Лавренюк Юрій Федорович — український правник, експерт у сфері антикорупційної політики, кандидат наук з державного управління, член Національної ради з питань антикорупційної політики,  учасник бойових дій на сході України.
- Кульчинський Ярослав Сергійович (* 1936) — український співак (баритон), соліст Рівненської філармонії, педагог, громадський діяч. Заслужений артист УРСР.

### Померли
- Мелетій Смотрицький (17 (27) грудня 1633) — письменник, церковний і освітній діяч Речі Посполитої, український мовознавець, автор «Граматики слов'янської» (1619), що систематизувала церковнослов'янську мову.
- Леонід Ступницький (псевдо — «Гончаренко») — (* 29 травня 1891, с. Романівка, нині Житомирської області — 5 серпня 1944) — український військовий діяч в часи УНР, служив у штабі «Поліської січі», шеф штабу ВО-2 «Заграва» (з 05.1943), начштабу групи УПА-Північ, генерал-хорунжий УПА (посмертно).
- Федорук Юрій (псевдо «Лемко») — визначний член ОУН, виховник молоді, організаційний референт крайового проводу Юнацтва Західно-українських земель (ЗУЗ), провідник Генеральної Округи ОУН на ОіСУЗ.